# Feed My Frankenstein
Feed My Frankenstein è un brano del cantante statunitense Alice Cooper, estratto come terzo singolo dall'album Hey Stoopid nel giugno del 1992. È stato co-scritto da Mark Manning, il quale aveva registrato la versione originale del pezzo con la sua band, i Zodiac Mindwarp and the Love Reaction, nel 1991. Il Frankenstein del titolo è un ironico riferimento al "mostruoso" appetito sessuale del cantante.
La popolarità della canzone è data soprattutto dalla sua presenza nel film Fusi di testa del 1992, durante il quale viene eseguita in concerto da Alice Cooper e la sua band. Il piano iniziale era far esibire Cooper con il suo classico School's Out, ma due settimane prima dell'inizio delle riprese, il manager del cantante, Shep Gordon, informò l'autore e star del film Mike Myers che Alice avrebbe invece cantato una nuova canzone: Feed My Frankenstein. Gordon e Myers finirono per diventare amici, e nel 2013 quest'ultimo ha diretto il documentario Supermensch: The Legend of Shep Gordon che racconta la storia di Gordon.
La canzone si caratterizza per le apparizioni speciali di Joe Satriani, Steve Vai, Nikki Sixx ed Elvira (Cassandra Peterson).

## Tracce
7" Single Epic 658092-7
1. Feed My Frankenstein (versione ridotta) – 4:12
2. Burning Our Bed – 4:34

12" Picture Maxi Epic 658092-6
1. Feed My Frankenstein – 4:44
2. Burning Our Bed – 4:34
3. Poison – 4:29
4. Only My Heart Talkin' – 4:47

CD-Single Epic 658092-9
1. Feed My Frankenstein – 4:44
2. Burning Our Bed – 4:34
3. Hey Stoopid – 4:34
4. Bed of Nails – 4:20

## Formazione
- Alice Cooper – voce
- Stef Burns – chitarra
- Joe Satriani – chitarra
- Steve Vai – chitarra
- Nikki Sixx – basso
- John Webster, Robert Bailey – tastiere
- Mickey Curry – batteria

## Classifiche
| Classifica (1992) | Posizione massima |
| ----------------- | ----------------- |
| Regno Unito       | 27                |